# Enzo Mascherini
Enzo Mascherini (né le 6 août 1910 à Florence et mort le 29 juillet 1981 à Livourne) est un baryton italien, l'un des plus éminents de sa génération.

## Biographie
Enzo Mascherini étudie à Florence avec Titta Ruffo et Riccardo Stracciari, et y fait ses débuts en 1937, en Germont, puis paraît au Teatro San Carlo de Naples en 1939.
Il chante alors régulièrement à La Scala de Milan de 1940 à 1955. Il participe aux côtés de Maria Callas à deux productions devenues légendaires, I vespri siciliani au Maggio Musicale Fiorentino en 1951, sous la direction d'Erich Kleiber, et Macbeth à La Scala en 1952, sous la direction de Victor de Sabata.
Après la guerre, il entreprend une carrière internationale (Vienne, Prague, Chicago, San Francisco, etc) et chante au Metropolitan Opera de New York durant la saison 1949-50, où il défend avec brio le répertoire italien.
Il créa Doktor Faust de Ferruccio Busoni en Italie en 1942. 
Chanteur doté d'une grande voix, maître d'une excellente technique et très bon acteur.

## Sources
- Harold Rosenthal, John Warrack, Roland Mancini et Jean-Jacques Rouveroux, Guide de l'opéra, Paris, Fayard, coll. « Les indispensables de la musique », 1995, 968 p. (ISBN 978-2-213-59567-2)